# Luis de Bolaños

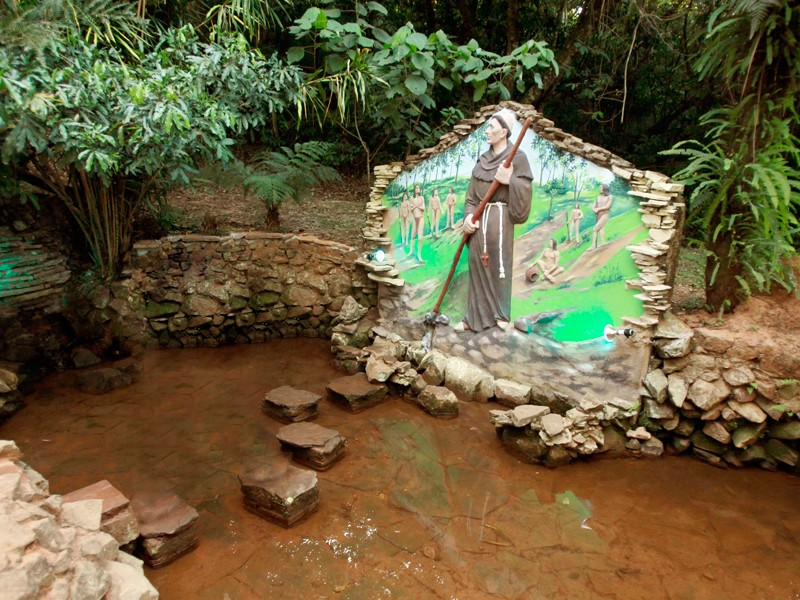
Luis de Bolaños an der Bolaños-Quelle in Caazapá

Luis de Bolaños (* ≈1550? in Marchena; † 11. Oktober 1629 in Buenos Aires) war ein Franziskaner, der 1572 nach Amerika kam und die Reduktionen in Paraguay initiierte. Er gründete mehrere Städte und schrieb die erste Grammatik, das erste Wörterbuch und den ersten Katechismus in der Indio-Sprache Guaraní.

## Leben

### Die Anfangsjahre
Luis de Bolaños wurde ≈1550 in Marchena (Provinz Sevilla) geboren und trat im jugendlichen Alter dem Franziskanerkonvent Santa Eulalia in der Nähe seiner Geburtsstadt bei. Er begann seine kirchlichen Studien und wurde zum Diakon geweiht. Als der Franziskaner Alonso de San Buenaventura den Konvent besuchte, um Missionare für Amerika zu suchen, schloss sich Bolaños im Jahr 1572 der Gruppe an, ohne seine Ausbildung zum Priester abzuschließen. Nach einer sieben Monate langen Überfahrt kam er an der brasilianischen Küste an. Er begleitete die Expedition von Juan Ortiz de Zárate und erreichte am 8. Februar 1575 Asunción, wo er mit seiner Missionsarbeit begann.

### Erfindung der Reduktionen
Zehn Jahre lang arbeitete er unermüdlich an der Seite von Alonso de San Buenaventura und wurde 1585 vom Dominikanerbischof Alonso Guerra zum Priester geweiht. Eine der Hauptschwierigkeiten der Franziskaner bei ihrer Missionsarbeit in Lateinamerika war das nomadische Leben der Ureinwohner. Um dieses Hindernis zu überwinden, erfand Bolaños die Reduktionen, feste Siedlungen, in denen sich die Ureinwohner niederließen, die vorher verstreut im Urwald lebten, der erste Schritt zur Zivilisation. Dort brachte er ihnen neben der christlichen Lehre und dem Lesen und Schreiben auch die Feldbewirtschaftung, Viehzucht und vor allem handwerkliche Tätigkeiten bei. Außerdem erreichte er damit eine Befriedung und die demographische Stabilität der Guaraní. Die erste Reduktionssiedlung war Altos in Paraguay, die er 1580 gründete. Es folgten Ypané, Guarambaré, Atyrá, Tobatí, Itá, Yaguarón und Caazapá in Paraguay sowie Itatí und Baradero in Argentinien. In Caazapá wird Bolaños besonders verehrt, da er dort ein Wunder vollbracht haben soll. Die von ihm und anderen Franziskanern gegründeten Reduktionen wurden später von den Jesuiten übernommen.

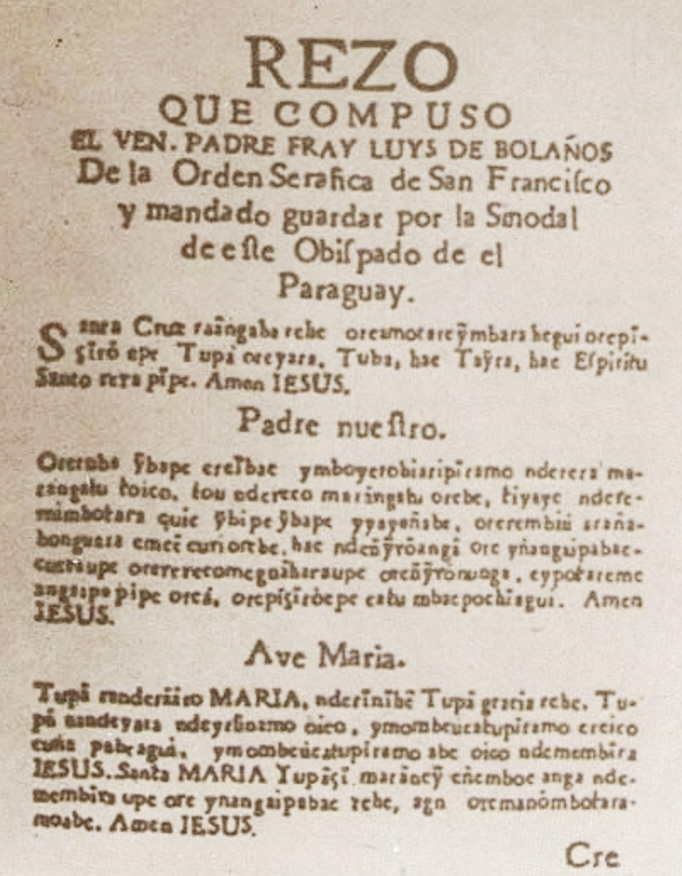
Vater unser und Ave Maria in Guaraní, übersetzt und verschriftlicht von Luis de Bolaños

### Verfassung von Grammatik, Wörterbuch und Katechismus des Guaraní
Eine weitere Schwierigkeit, auf die die Missionare bei ihrer Arbeit stießen, war die Sprachbarriere. Die Ureinwohner sprachen und verstanden nur Guaraní. Nachdem Bolaños diese Sprache gelernt hatte, die er meisterlich beherrschte, begann er eine Grammatik und ein Wörterbuch des Guaraní zu verfassen, die den nachfolgenden Missionaren von großem Nutzen waren. Zusammen mit dem Franziskaner Gabriel de la Anunciación übersetzte er außerdem den Katechismus von Lima des Jahres 1583 ins Guaraní. Auf der Synode von Asunción (1603) wurde der Katechismus von Bolaños als alleingültig und obligatorisch für die gesamte Río de la Plata Region erklärt. Er wurde in den Franziskaner- und Jesuitenreduktionen bis ins 18. Jahrhundert benutzt.

### Die letzten Jahre
Im Jahr 1618 zog er sich in das Kloster San Francisco von Buenos Aires zurück, wo er am 11. Oktober 1629 verstarb. Seine Überreste blieben bis 1979 im Kloster, bis sie in einer Marmorurne in die Kirche San Francisco von Asunción gebracht wurden. Im Jahr 2007 wurde Bolaños' Urne bei einer Prozession zur 400-Jahr-Feier seiner Stadtgründung durch Caazapá geführt.